# William Roseland
Pour les articles homonymes, voir Roseland.
William Roseland  (18 avril 1892-1946) est un fermier et homme politique provincial canadien de la Saskatchewan. Il représente les circonscriptions de Cut Knife à titre de député du Parti Crédit social de la Saskatchewan de 1938 à 1944.

## Biographie
Né à Zumbrota dans le Minnesota, Roseland est le fils de Peter Roseland et de Caroline Munson. Il étudie à Saint Paul et s'installe au Canada en 1906. Continuant son éducation à l'université de Brandon au Manitoba, il épouse Miss Bennett en 1915. Il siège au conseil d'administration de l'Hôpital de Lloydminster et s'installe à Marshall en Saskatchewan.